# Manuel Zacklad
Pour les articles homonymes, voir Zacklad.
Manuel Zacklad, né en 1961, est un spécialiste français en Sciences de l'Information et de la Communication Professeur du Conservatoire national des arts et métiers (CNAM), titulaire de la chaire « Expressions et Cultures au Travail », ancien vice-président du conseil scientifique du CNAM  (2013-2018) et directeur du laboratoire Dicen-IDF (Dispositifs d'Information et de Communication à l'Ère Numérique en Ile-de-France, EA 7339).

## Formation et parcours
Après une formation en psychologie sociale avec Claude Chabrol (maîtrise à l'Université Paris Nanterre), en psychologie cognitive avec Jean-Michel Hoc (DEA à l'université Paris 8) et en informatique (thèse à l'Université de Technologie de Compiègne, HDR à l'université Paris 6), Manuel Zacklad a participé à l'introduction en France du courant de recherche en Travail coopératif assisté par ordinateur (TCAO) ou Computer Supported Cooperative Work (CSCW) en créant avec le groupe COOP qu'il animait, les conférences scientifiques du même nom et en dirigeant le comité de programme des éditions de 1994 et 1996. 
Après une carrière dans la recherche & développement industrielle (jeune pousse en IA, Onera, Vetrotex / St Gobain, CNET / Orange), il crée en 1998 le premier laboratoire pluridisciplinaire sur la coopération (Tech-CICO, initialement Technologies de la Coopération pour l'Innovation et le Changement Organisationnel) qu'il a dirigé pendant dix ans à l'Université de Technologie de Troyes, où il a été professeur d'informatique de 1998 à 2008.
À son arrivée au CNAM en 2008, il crée avec Ghislaine Chartron (INTD) le laboratoire Dicen-IDF (Dispositifs d'information et de communication à l'ère du numérique en Ile-de-France), premier laboratoire en Sciences de l'Information et de la Communication du CNAM, qu'il dirige aujourd'hui. En tant que directeur, il a piloté la transformation du laboratoire en unité multi-tutelle qui réunit en plus du CNAM, depuis 2014, l'université Paris Est Marne-la-vallée (direction adjointe, Christian Bourret) et l'université de Nanterre (direction adjointe, Louise Merzeau jusqu'à son décès le 15 juillet 2017, remplacée par Marta Severo).
Manuel Zacklad a publié plusieurs ouvrages sur l'ingénierie et la gestion des connaissances et plusieurs articles dans les domaines de la théorie du document (documents pour l'action, documentarisation, transmédia documentaire, etc.), de l'organisation des connaissances (web socio-sémantique, Systèmes d'Organisation des Connaissances) et de l'analyse des activités coopératives (sémiotique des transactions coopératives,).

## Activités de recherche
Ses recherches portent sur trois sujets qui gravitent autour de la transition numérique et de ses conséquences en s'appuyant sur plusieurs approches théoriques. Tout d'abord, l'étude des mutations sociales et organisationnelles induites par la généralisation du numérique est ainsi abordée sous l'angle de la théorie du document (documentarisation et documents pour l'action). Deuxième sujet, la conception de nouveaux dispositifs de diffusion et de partage de l'information impliquant de nouveaux systèmes d'organisation des connaissances (web socio-sémantique). Enfin, la recherche de nouvelles formes d'innovation sociotechnique s'inscrit dans la perspective des économies de la convivialité et se base sur l'analyse des processus de coopération prenant en compte les activités dites « immatérielles et relationnelles » (sémiotique des transactions coopératives,,). Plus récemment, il a développé des travaux sur les approches interdisciplinaires du design,.

### Sémiotique des transactions coopératives (STC)
La sémiotique des transactions coopérative est positionnée au croisement de plusieurs courants théoriques. D'un point de vue épistémologique, elle s'inscrit dans la philosophie pragmatique nord-américaine (John Dewey, Georges Herbert Mead, Charles Sanders Peirce) dans la vision d'une créativité de l'agir. Le terme de transaction est utilisé par J. Dewey et  à la place de celui d'interaction pour insister sur la transformation mutuelle entre les sujets en interaction, les sujets et les objets, les sujets et l'environnement. À l'issue d'une expérience transactionnelle aboutie, chaque composante est structurellement différente de ce qu'elle était préalablement à la transaction. 
En s'inspirant de G.H. Mead, la STC met particulièrement l'accent sur la dimension conversationnelle des transactions, la manière dont même la pensée individuelle est « une conversation intérieure dans laquelle nous pouvons prendre le rôle de personnes spécifiques que nous connaissons face à nous-mêmes », des personnes représentées le plus souvent de manière abstraite sous la forme d'un « autrui généralisé ». À ce titre, la STC est pleinement inscrite dans les sciences de la communication, ou si l'on préfère, dans la composante communicationnelle des Sciences de l'Information et de la Communication (SIC), qu'elle articulera avec sa composante informationnelle par la prise en compte des artefacts qui médiatisent les conversations (les gestes, les écrits, les objets, etc.).
Pour Manuel Zacklad, une transaction coopérative est une interaction transformatrice synchrone ou asynchrone entre des selfs individuels ou collectifs qui les engage via des artefacts médiateurs dans la réalisation d'une performance consistant à : (1) produire un artefact porteur de valeur, une œuvre (création), (2) à développer leur expérience personnelle, leur self individuel ou collectif (subjectivation) et également (3) à produire un environnement habitable, un milieu (territorialisation). 
En s'inspirant de la sémiotique de Algirdas Julien Greimas, il décrit les transactions comme étant composées de plusieurs étapes correspondant au déroulement d'un parcours narratif ; engagement, compétence, performance, bilan. L'analyse de la situation transactionnelle implique de mettre en évidence plusieurs dispositifs : narratif ou de problématisation en lien avec la création, actantiel en lien avec la subjectivation et d'accès en lien avec la territorialisation. Le dispositif narratif définit la nature des artefacts en présence, dont l'artefact porteur de valeur (le but), les étapes pour l'atteindre et les états successifs des artefacts médiateurs. Le dispositif actantiel définit la manière dont les sujets deviendront des selfs en occupant différentes positions actancielles. Le dispositif d'accès, qui inclut les dispositifs info-communicationnels, définit l'espace et le temps des rencontres, l'architecture et le mobilier, les réseaux et applications numériques, les supports documentaires papier et numérique, etc. qui seront enrichis par la transaction notamment à travers la documentarisation. 

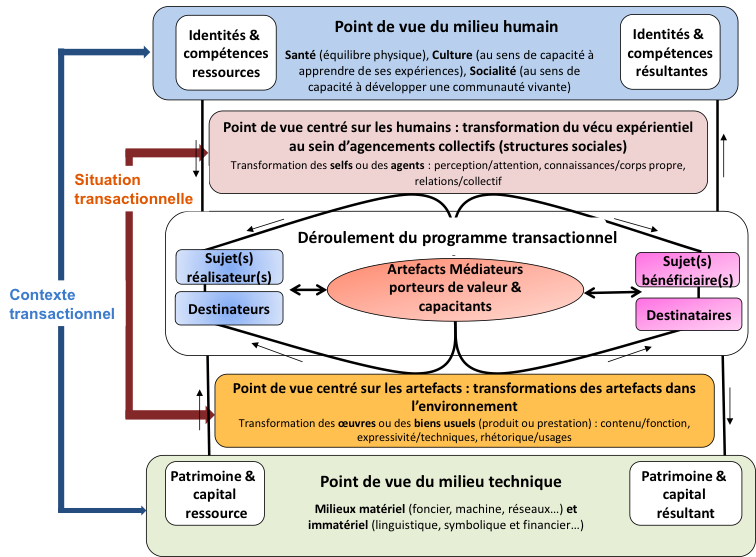

### Théorie du document: document pour l'action (DopA) et documentarisation
Les effets de la numérisation et ceux de la conversion numérique d'ordre culturel qu'elle a induit (Milad Doueihi) peuvent se lire d'un point de vue anthropologique comme une mutation des formes de la documentalité. Celle-ci est la conséquence de la numérisation généralisée des textes, des discours, des conversations et de leurs supports d'écriture et de lecture selon toutes les modalités (textes écrits, image, son, vidéo, etc.). Le caractère le plus marquant de cette nouvelle documentalité tient au caractère de plus en plus mouvant, évolutif, fluide du document qui est directement lié à la manière dont les environnements documentaires médiatisent les actions collectives distribuées. 
Cette évolution est la conséquence directe de la pervasivité des supports numériques, c'est-à-dire de leur capacité à être, presque en tout lieu et à tout instant, lus et complétés par les personnes en droit d'accéder au support quand les conditions de connectivité matérielle requises sont remplies. En prolongation des travaux fondateurs de Paul Otlet et Suzanne Briet sur les théories du document et de la documentation, celles-ci ont connu récemment un regain d'intérêt suscité par les transformations induites par la numérisation des supports (Michael Buckland, Niels Windfeld Lund,  le collectif R.T. Pédauque), Manuel Zackald, a introduit les notions de Document pour l'Action et de documentarisation. 

#### Documents pour l'Action (DopA)
La numérisation a rendu possible de nouveaux usages documentaires associés à la culture numérique et aux humanités numériques relevant d'un nouveau genre de documentalité, celui des documents et dossiers pour l'action (DopA),. Manuel Zacklad définit les DopA comme étant des documents qui soutiennent de manière évolutive les transactions coopératives d'un collectif, dont le support est pérenne, qui sont marqués par un inachèvement prolongé, voire intrinsèque, par une grande fragmentation et par une distribution complexe des contributions des rédacteurs-lecteurs. Les DopA introduisent un nouveau régime de documentalité numérique tout à fait inédit qui est la conséquence directe de la numérisation des supports et de la généralisation de l'accès aux réseaux de données aujourd'hui presque aussi répandu que l'accès à ceux de la voix.
Les DopA sont souvent créés et lus par l'intermédiaire des systèmes de gestion de contenu (ou content management systems, CMS) qui contribuent à production des médias sociaux, une très grande famille qui va des wikis aux plateformes de blogues en passant par les logiciels de réseaux sociaux, voire de forums de discussion. Il correspondent également aux logiciels de rédaction coopérative asynchrone, comme dans le mode correction et commentaire des éditeurs de texte ou en mode synchrone, à l'intérieur du navigateur, comme les suites bureautique de Google (GoogleDoc) ou de Microsoft (Office 365). Enfin, ils correspondent aux dispositifs infocommunicationnels « attentionnels en mode flux » tels que les réseaux socio-numériques (à l'heure actuelle Facebook, Twitter, Instagram, Tik-tok, LinkedIn, etc.)
Dans le régime classique de la documentalité, que celui-ci relève de l'ordre administratif et des pratiques de gouvernement ou de l'ordre marchand des maisons d'édition, il existe une séparation tranchée et asymétrique entre les participants à la transaction, auteurs d'un côté et lecteurs de l'autre, et une dissociation de la temporalité de leurs activités. À l'inverse, le régime du document pour l'action symétrise les rôles des participants à la transaction et rapproche les temporalités en accroissant l'interactivité dans l'ordre administratif comme dans les activités non professionnelles. De ce fait, dans la terminologie de la sémiotique des transactions coopératives, la production du document relève directement d'enjeux liés à l'atteinte d'une performance collective.

#### Documentarisation
La documentarisation est au cœur de la définition du document chez Manuel Zacklad, qui est pour lui une « production sémiotique (le contenu) transcrite ou enregistrée sur un support pérenne qui est équipée d'attributs spécifiques (i.e documentarisé) visant à faciliter les pratiques liées à son exploitation ultérieure dans le cadre de la préservation de transactions communicationnelles distribuées ». Au sein de la documentation, il établit ainsi une distinction entre les activités de production de contenu ; collecte d'information, données quantitatives, sources qualitatives, bibliographie… et les activités de structuration et de classement du contenu et de ses fragments, qui relèvent de la documentarisation.
Ainsi, le support rend d'abord possible la transcription ou l'enregistrement d'un contenu, mais il doit ensuite faire l'objet d'une documentarisation. Celle-ci correspond à des opérations d'inscription particulières qui visent à permettre la réutilisation du support et de ses contenus dans le cadre de transactions ultérieures de la personne avec elle-même ou avec d'autres personnes, c'est-à-dire à rendre possible la mémorisation et la coordination. En effet, un enregistrement ou une retranscription à la volée qui ne posséderait aucune structure ni aucune information contextuelle aurait peu de chance de pouvoir être réutilisé dans un contexte spatio-temporel différent. Conformément à la vision fonctionnelle de S. Briet (1951), le support ne pourrait pas constituer une preuve ou un témoignage contribuant aux souvenirs du sujet ou à la mémoire collective du groupe et il ne constituerait donc pas un document.
La documentarisation peut être vue une activité d'annotation, susceptible de remplir trois fonctions complémentaires, attentionnelle, associative, contributive. Elle peut recourir à divers procédés allant de la sélection de propriétés typographiques visant à mettre en relief certaines parties du texte, annotations attentionnelles, à l'utilisation de systèmes d'organisation des connaissances contribuant à la classification, à l'indexation, à la contextualisation temporelle ou sociale du document, annotations associatives et contributives. Manuel Zacklad distingue entre une documentarisation interne qui vise à mettre en cohérence et à articuler les différents fragments qui constituent le contenu de la documentarisation externe qui vise à mettre en relation un support avec d'autres supports, un document avec d'autres documents.

#### Editorialisation
Selon Manuel Zacklad, la documentarisation peut relever d'une division du travail sophistiquée, en environnement traditionnel comme en environnement web, qui contient différentes étapes: documentarisation auctoriale (travail de l'auteur sur le support pour lui donner une cohérence interne), éditoriale (inscription dans un genre et une collection), diffusionnelle (visant à faciliter l'accès matériel et la commercialisation) et d'appropriation (produite par les lecteurs-annotateurs). Selon lui, l'éditorialisation est un donc un type de documentarisation visant à donner une cohérence de genre à un ensemble de fragments documentaires ou à plusieurs documents dans le cadre d'une collection, d'un portail, d'un site web, d'un blogue…
Ce travail d'éditorialisation est donc essentiel pour faciliter l'appropriation par les bénéficiaires-lecteurs. On peut penser aux nombreux genres des manuels scolaires ou universitaires, des guides de voyage, des livres de cuisine, des manuels d'utilisation, des dictionnaires, des articles scientifiques, etc. Le passage au numérique implique une transposition de ces genres tenant compte des nouveaux moyens offerts par cette technologie et de la créativité des développeurs de systèmes de gestion de contenu, des designer et des graphistes. La difficulté de la situation actuelle est que les nouveaux genres propres à l'écrilecture numérique ne sont pas totalement stabilisés même si on repère de nouveaux genres éditoriaux comme dans la presse en ligne, les blogues, etc. Dans la terminologie fluctuante des métiers du web, le responsable du contenu, qui correspondrait à l'auteur, est souvent proche du responsable éditorial et il arrive qu'il cumule des responsabilités d'écriture et de définition de la ligne éditoriale. Mais plus les organisations sont importantes, plus les fonctions tendent à se spécialiser. Cette définition est différente de celle de Bruno Bachimont « passage du document non numérique au document numérique » ou de celle d'Eperon et Vitali-Rosati « l'ensemble des dynamiques - soit les interactions des actions individuelles et collectives avec un environnement numérique particulier - qui produisent et structurent l'espace numérique ».

#### Redocumentarisation
La numérisation des documents rend possible de nouvelles formes d'appropriation par les bénéficaires-lecteurs qui correspondent à des opérations de redocumentarisation. Selon Manuel Zacklad, redocumentariser, « c'est documentariser à nouveau un document ou une collection en permettant à un bénéficiaire de réarticuler les contenus sémiotiques selon son interprétation et ses usages à la fois selon la dimension interne (extraction de morceaux musicaux pour les ré- agencer avec d'autres, ou annotations en marge d'un livre suggérant des parcours de lecture différents...) ou externe (organisation d'une collection, d'une archive, d'un catalogue privé croisant les ressources de différents éditeurs selon une nouvelle logique d'association). » La numérisation offre ainsi des opportunités inédites pour la réappropriation des documents et des dossiers en vue de satisfaire les intérêts de nouveaux bénéficiaires. Cette définition est donc plus spécifique de la définition de la redocumentarisation donnée par le collectif Pédauque et J. M. Salaün qui l'associent à un nouvel ordre documentaire lié à l'émergence des documents numériques.

### Dispositifs d'information et de communication
En s'inscrivant dans une approche maintenant bien établie en Sciences de l'Information et de la Communication, Manuel Zacklad propose une typologie des dispositifs d'information et de communication dans laquelle il considère que, de manière conventionnelle, les dispositifs informationnels font implicitement référence à la médiation de l'information consignée, tandis que les dispositifs communicationnels donnent la priorité aux interactions synchrones, notamment en présentiel, médiatisées par une gestualité relevant principalement de l'oralité. Cependant, selon une perspective de théorie de la communication, la communication transactionnelle fait appel aussi bien aux dispositifs présentiels qu'aux dispositifs informationnels. Cette typologie accorde une place importante aux dispositifs de transmédiation, une dénomination nouvelle correspondant au transmédia documentaire ou transmédia professionnel à ne pas confondre avec le « transmédia storytelling » qui renvoie à une stratégie de diffusion propre à l'industrie des loisirs. 
| Type de dispositif                                                            | Modalité transactionnelle privilégiée | Artefacts produits par la transaction |
| Dispositif de communication orale interactif                                  | Échanges interactifs basés sur l'oralité allant du très interactif (conversation en face à face), au moins interactif (conférence publique), en présentiel: espace (café, salle de réunion), temps, mobilier, supports d'écriture, etc. ou à distance : téléphonie, visiophonie, etc.                                                                         | Production verbale et gestuelle (plus ou moins ritualisée - la ritualisation est le pendant la documentarisation en l'absence de support pérenne) |
| Dispositif de communication à distance unidirectionnel (sans support pérenne) | Échanges (faibles) via une diffusion de masse typique de l'audiovisuel dans une logique de flux : radio en direct, télévision en direct, etc. (le développement du replay et des podcasts tend à rapprocher cette catégorie des dispositifs informationnels)                                                                                                  | Production de contenus audio et vidéo en mode non interactif                                                                                      |
| Dispositif informationnel (informations consignés)                            | Échanges (faibles) via des contenus (écrit, musique, vidéo) à diffusion plus ou moins large, essentiellement asynchrones, basés sur les filières du livre, de la presse écrite, de la diffusion musicale, de l'audio-visuel ou via la mise à disposition des documents sur des portails de téléchargement ou de streaming, sites web, archives en ligne, etc. | Production de textes (écrits, film, musique) sur support pérenne: rapports papiers et numériques, monographies, journaux, affiches...             |
| Dispositif info-communicationnel numérique                                    | Échanges combinant interactivité et écrits ou enregistrements numériques (photos, sons..), SMS et autres messageries instantanées, écriture interactive des réseaux sociaux numériques, processus collaboratifs en ligne plus ou moins synchrones, forums, places de marché numériques, plateformes numériques, etc.                                          | Production de différents contenus numériques, souvent dialogiques et fragmentaires : documents pour l'action au sens de (Zacklad 2004)            |
| Dispositif de transmédiation                                                  | Échanges impliquant l'hybridation entre l'évènementiel (dispositifs de communication orale) et les autres dispositifs (info-communicationnel numérique, etc.) | Production coordonnée et cohérente d'évènements ritualisés et de contenus documentarisés                                                          |

## Activité d'enseignant-chercheur
Dans le cadre de la campagne d’évaluation HCERES 2017-2018 vague D du Conservatoire National des Arts et Métiers où Manuel Zacklad est professeur et directeur de laboratoire, le master information-communication dont il est le co-responsable pédagogique "ne satisfait pas aux critères de définition d’un master" (p.81) d'après l'analyse des perspectives et recommandations formulée par les évaluateurs du Haut Conseil de l’évaluation de la recherche et de l’enseignement supérieur. Cette appréciation est justifiée notamment par l'absence de conseil de perfectionnement et au fait que l'administration du CNAM n'ait pas pu fournir les évaluations des auditeurs dans les délais, deux motifs liés à la création extrêmement récente du diplôme. Elle s'explique aussi par l'organisation en blocs de compétences, originale à l'époque dans un contexte universitaire mais requise dans le cadre de la formation des adultes qui est la spécificité du CNAM. Cette organisation en blocs de compétences a permis au master d'être un des premiers de l'établissement à offrir la possibilité d'un règlement des frais d'inscription par le CPF (Compte Personnel de Formation).

### Ouvrages
- Ingénierie des Connaissances, Paris, Eyrolles, 2000, (collectif avec J. Charlet, G. Kassel, D. Bouriguault).
- Management des connaissances : Modèles d'entreprise et applications. Paris: Hermes Science Publications, 2001 (collectif avec M. Grundstein).
- Ingénierie et capitalisation des connaissances. Paris: Hermes Science Publications, 2001 (collectif avec M. Grundstein).
- Annotations dans les documents pour l'action : Paris: Hermes Science Publications, 2007 (collectif avec P. Salembier).
- Document numérique, entre permanence et mutations : Actes du 13e Colloque international sur le Document Électronique. Paris: Europia Productions, 2010 (collectif avec M. Ihadjadène, K. Zreik).
- Pratiques et usages numériques : Actes de H2PTM' 13. Paris: Hermes Science Publications, 2013 (collectif avec Imad Saleh, Sylvie Leleu-Merviel, Yves Jeanneret, Luc Massou, Ioan Roxin, François Soulages, Nasreddine Bouhaï).
- Le lab des labs. 2020, (collectif avec Catherine Foliot et Greg Serikoff)[41].
- Les labs internes, de l'innovation au design. Paris : Pluriverse Edition, DL 2021, (collectif avec Gilles Garel, Béa Arruabarrena, Anne Berthinier-Poncet, Naïk Guezel)

### Articles et autres textes
- Processus de documentarisation dans les Documents pour l'Action (DopA) : statut des annotations et technologies de la coopération associées. Le numérique : Impact sur le cycle de vie du document pour une analyse interdisciplinaire, 13-15 octobre  2004, Montréal.
- Vers le Web Socio Sémantique : introduction aux ontologies sémiotiques. In Ingénierie des Connaissance 2005.
- Espace documentaire participatif et gouvernance.  Congress of the European Regional Science Association (47th Congress) and ASRDLF, Paris - August 29th - September 2nd, 2007.
- Management of the Knowing and the Known in Transactional Theory of Action (TTA). In Rethinking Knowledge Management (p. 301‑329). Springer, Berlin, Heidelberg, 2007.
- Réseaux et communautés d'imaginaire documédiatisées. In R. Skare, N. W. Lund, & A. Värheim (Éd.), A Document (Re)turn (p. 279‑297). Peter Lang, 2007.
- Évaluation des systèmes d'organisation des connaissances. Les Cahiers du numérique, 2010, 6(3), 133‑166.
- Organisation et architecture des connaissances dans un contexte de transmédia documentaire : les enjeux de la pervasivité. Études de communication. langages, information, médiations, 2012, (39), 41‑63.
- Le travail de management en tant qu'activité de cadrage et de recadrage du contexte des transactions coopératives. Activités, 2013,10 (10‑1).
- Genre de dispositifs de médiation numérique. In L. Gagnon-Arguin, S. Mas, & D. Maurel (Éd.), Les genres de documents dans les organisations, Analyse théorique et pratique (p. 145‑183). 2015, PUQ.
- Le potentiel d'innovation des tiers lieux pour les entreprises (avec Gilles Garel). In M. Antonioli, I. Berrebi-Hoffmann, M.-C. Bureau, V. Guimas, M. Lallement, & S. Rouxel, Poétique du numérique  4. L'entretemps, 2015.
- Diversité des ontologies de la communication et de l'action collective. Revue française des sciences de l'information et de la communication, 2016, (9).
- Design, conception, création : vers une théorie interdisciplinaire du Design. Wikicreation, 2017.
- Nouvelles tendances en organisation des connaissances. Études de communication. langages, information, médiations, 2018. (50).